# Старая Кульна
Старая Кульна (укр. Стара Кульна) — село, относится к Подольскому району Одесской области Украины.
Население по переписи 2001 года составляло 1067 человек. Почтовый индекс — 66334. Телефонный код — 4862. Занимает площадь 3,34 км². Код КОАТУУ — 5122986901.

## Местный совет
66334, Одесская обл., Подольский р-н, с. Старая Кульна

## Известные уроженцы
- Барский, Лев Миронович (1909—1974) — молдавский прозаик и драматург.
- Дидык, Прасковья Герасимовна (1924—2000) — советская разведчица, писатель и сценарист.
- Кабак, Нистор Петрович (1913–1937) – молдавский советский поэт.